# Chet Faker
Ne doit pas être confondu avec Chet Baker.
Nick Murphy connu sous le nom de Chet Faker (de son vrai nom Nicholas James Murphy), né le 23 juin 1988, est un musicien australien originaire de Melbourne.
En 2012, il signe sur le label américain Downtown Records et en sort un EP, Thinking in Textures,. En octobre de la même année, il remporte un Australian Independent Record Award (AIR) dans la catégorie « Meilleur nouvel artiste » et Thinking in Textures remporte le prix du meilleure single/EP indépendant. En janvier 2013, ce même EP remporte le prix de la meilleure sortie indépendante aux Rolling Stone Australia Awards. En 2013, sa reprise de la chanson No Diggity de Blackstreet est utilisée pour une publicité de la marque Beck's durant le Super Bowl. En avril 2014, Built on Glass, le premier album de Chet Faker, reçoit des critiques globalement positives et se hisse en première position des charts australiens,.
En 2017 il change de nom de scène pour reprendre son vrai nom, il se produit alors sous le nom de  : Nick Murphy. En octobre 2020, il reprend le nom de Chet Faker pour la sortie du single Low.

## Discographie
- Built on Glass (2014), chez Future Classic
- Run Fast Sleep Naked (2019), chez Future Classic
- Hotel Surrender (2021), chez Detail Records / BMG Rights Management

## Récompenses et nominations

### AIR Awards
| Année | Travail nommé        | Catégorie                                        | Résultat   |
| ----- | -------------------- | ------------------------------------------------ | ---------- |
| 2012  | Chet Faker           | Meilleur artiste indépendant                     | Nomination |
| 2012  | Chet Faker           | Meilleur nouvel artiste                          | Lauréat    |
| 2012  | Thinking in Textures | Meilleur single ou EP indépendant                | Lauréat    |
| 2012  | Thinking in Textures | Meilleur album indépendant de Dance/Electronica  | Nomination |
| 2012  | Terms and Conditions | Meilleur single indépendant de Dance/Electronica | Nomination |
| 2014  | Chet Faker           | Meilleur artiste indépendant                     | Nomination |
| 2014  | Built on Glass       | Meilleur album indépendant                       | Nomination |
| 2014  | Built on Glass       | Meilleur album indépendant de Dance/Electronica  | Nomination |

### ARIA Awards
Chet Faker a reçu neuf nominations au ARIA Music Awards 2014, le 7 octobre il gagna trois "Artisan Awards" et le 26 novembre, deux autres catégories,.
| Année | Travail nommé                         | Catégorie                     | Résultat   |
| ----- | ------------------------------------- | ----------------------------- | ---------- |
| 2014  | Built on Glass                        | Album de l'année              | Nomination |
| 2014  | Flume & Chet Faker pour Drop the Game | Meilleure sortie dance        | Nomination |
| 2014  | Built on Glass                        | Meilleure sortie indépendante | Lauréat    |
| 2014  | Built on Glass                        | Meilleur artiste masculin     | Lauréat    |
| 2014  | Built on Glass                        | Meilleur nouvel artiste       | Nomination |
| 2014  | Toby & Pete pour Talk Is Cheap        | Meilleur clip                 | Nomination |
| 2014  | Eric J. Dubowsky pour Built on Glass  | Ingénieur de l'année          | Lauréat    |
| 2014  | Nicholas Murphy pour Built on Glass   | Producteur de l'année         | Lauréat    |
| 2014  | Tin & Ed pour Built on Glass          | Meilleur pochette             | Lauréat    |

### Rolling Stone Australia Awards
| Année | Travail nommé        | Catégorie                     | Résultat   |
| ----- | -------------------- | ----------------------------- | ---------- |
| 2012  | Thinking in Textures | Meilleure sortie indépendante | Lauréat    |
| 2020  | Low                  | Meilleur single               | Nomination |